# شاپرک ماه دم‌دراز
شاپرک ماه دم‌دراز (نام علمی: Actias chapae) نام یک گونه از سرده شاپرک‌های ماه آسیایی-آمریکایی است. این گونه تا به حال فقط در ویتنام و جمهوری خلق چین دیده شده‌است.